# Ramigekko swartbergensis
Genre
Espèce
Synonymes
- Phyllodactylus swartbergensis Haacke, 1996
- Afrogecko swartbergensis (Haacke, 1996)

Ramigekko swartbergensis, unique représentant du genre Ramigekko, est une espèce de geckos de la famille des Gekkonidae.

## Répartition
Cette espèce est endémique du Cap-Occidental en Afrique du Sud. Elle se rencontre dans la Ceinture plissée du Cap.

## Étymologie
Le nom du genre est formé à partir du latin rami, la branche, en l'honneur de William Roy Branch, et de gekko, le gecko. Le nom d'espèce, composé de swartberg et du suffixe latin -ensis, « qui vit dans, qui habite », lui a été donné en référence au lieu de sa découverte, le Swartberg.

## Publications originales
- Haacke, 1996 : Description of a new species of Phyllodactylus Gray (Reptilia: Gekkonidae) from the Cape Fold Mountains, South Africa. Annals of the Transvaal Museum, vol. 36, no 18, p. 229-237 (texte intégral).
- Heinicke, Daza, Greenbaum, Jackman & Bauer, 2014 : Phylogeny, taxonomy and biogeography of a circum-Indian Ocean clade of leaf-toed geckos (Reptilia: Gekkota), with a description of two new genera. Systematics and Biodiversity, vol. 12, no 1, p. 23-42 (texte intégral).